# Sofja Sokołowska
Sofja Iwanowna Sokołowska (ros. Со́фья Ива́новна Соколо́вская, ps. Jelena Kiryłłowna Swietłowa (ros. Еле́на Кири́лловна Светло́ва); ur. 29 marca?/10 kwietnia 1894 w Odessie, zm. 26 sierpnia 1938 na terenie Kommunarki) – zawodowa rewolucjonistka, dziennikarka i działaczka socjaldemokratyczna i komunistyczna.

## Życiorys
Urodzona w rodzinie adwokata, w latach 1912–1914 studiowała w Petersburskim Instytucie Medycznym, 1914–1917 słuchaczka wyższych kursów żeńskich, od 1915 działała w SDPRR(b), w 1917 była członkiem czernihowskiego gubernialnego komitetu SDPRR(b) i Czernihowskiego Komitetu Wojskowo-Rewolucyjnego. Od 19 stycznia do 12 marca 1918 przewodnicząca Komitetu Wykonawczego Czernihowskiej Rady Gubernialnej, 1918 była członkiem czernihowskiego podziemnego komitetu gubernialnego KP(b)U i kijowskiego podziemnego gubernialnego KP(b)U oraz sekretarzem kijowskiego gubernialnego komitetu rewolucyjnego i kijowskiego podziemnego komitetu obwodowego KP(b)U. Od listopada 1918 do kwietnia 1919 sekretarz odeskiego podziemnego komitetu obwodowego KP(b)U, w 1919 członek Prezydium Rady Odeskiej, od kwietnia do sierpnia 1919 sekretarz odeskiego obwodowego, a od sierpnia do grudnia 1919 odeskiego podziemnego komitetu obwodowego KP(b)U, jednocześnie była redaktorem wydawanej w Odessie gazety „Kommunist”. Dwukrotnie aresztowana przez białych, zbiegła, ponownie aresztowana, następnie zwolniona. Od grudnia 1919 do lutego 1921 pracowała w Komitecie Wykonawczym Kominternu, w latach 1921–1924 zastępca kierownika moskiewskiego gubernialnego oddziału kształcenia politycznego, 1924–1928 funkcjonariuszka partyjna w fabryce w Kołomienskoje, 1928–1930 instruktor Moskiewskiego Komitetu Obwodowego WKP(b), pracowała również w redakcji pisma „Masowik” i w „Kriestjanskiej gaziecie”. Od 13 lipca 1930 do 26 stycznia 1934 wchodziła w skład Centralnej Komisji Kontrolnej WKP(b), przewodnicząca Centralnej Komisji ds. Czystki Aparatu Radzieckiego, w latach 1934–1935 kierowała wydziałem Ludowego Komisariatu Oświaty RFSRR, od 1935 zastępca dyrektora, później do 1937 dyrektor studia kinowego Mosfilm.
Żona Jakowa Jakowlewa.
W okresie Wielkiego terroru 12 października 1937 aresztowana przez NKWD. 26 sierpnia 1938 skazana przez Kolegium Wojskowe Sądu Najwyższego ZSRR na śmierć z zarzutu szpiegostwa i uczestnictwa w organizacji kontrrewolucyjnej, stracona tego samego dnia w miejscu egzekucji Kommunarka pod Moskwą, pochowana anonimowo. 
Zrehabilitowana 3 marca 1956 postanowieniem Kolegium Wojskowego SN ZSRR.